# Scaife Glacier
Scaife Glacier är en glaciär i Kanada.   Den ligger i territoriet Nunavut, i den norra delen av landet, 3 900 km norr om huvudstaden Ottawa. Scaife Glacier ligger 652 meter över havet.
Terrängen runt Scaife Glacier är huvudsakligen kuperad, men åt nordväst är den bergig. Trakten runt Scaife Glacier är nära nog obefolkad, med mindre än två invånare per kvadratkilometer.. Det finns inga samhällen i närheten.
Trakten runt Scaife Glacier är permanent täckt av is och snö.